# Chambermaid
Chambermaid è un EP della musicista statunitense Emilie Autumn, pubblicato nel 2001.

## Tracce
1. Chambermaid
2. Chambermaid (Space Mountain Mix)
3. Chambermaid (Decomposition Mix)
4. Largo for Violin & Harpsichord
5. What If
6. What If (Blackbird Remix)
7. Hollow Like My Soul
8. I Don't Care Much
9. Revelry